# Instituto Acton
O Instituto Acton para o Estudo da Religião e Liberdade é uma instituição de pesquisa e educação americana, ou think tank, em Grand Rapids, Michigan, (com um escritório em Roma), cuja missão declarada é "promover uma sociedade livre e virtuosa caracterizada pela liberdade individual e sustentada pelos princípios religiosos”. Seu trabalho apóia a política econômica de livre mercado enquadrada na moralidade judaico-cristã. Ele foi descrito alternadamente como conservador e libertário. O Instituto Acton também organiza seminários "para educar líderes religiosos de todas as denominações, executivos, empresários, professores universitários e pesquisadores acadêmicos em princípios econômicos".

## História

Os fundadores da Acton, Robert Sirico (à esquerda) e Kris Mauren (à direita), com Ronald Reagan em sua biblioteca

O Instituto Acton foi fundado em 1990 em Grand Rapids, Michigan, por Robert A. Sirico e Kris Alan Mauren. Seu nome é uma homenagem ao historiador, político e escritor inglês Lord Acton, que é popularmente associado ao ditado "O poder tende a corromper, e o poder absoluto corrompe absolutamente". Sirico e Mauren estavam preocupados porque muitas pessoas religiosas ignoravam a realidade econômica e que muitos economistas e empresários não estavam suficientemente fundamentados em princípios religiosos. Sirico explica a ligação essencial entre economia e religião com referência ao homônimo do instituto:
Acton percebeu que a liberdade econômica é essencial para criar um ambiente no qual a liberdade religiosa possa florescer. Mas ele também sabia que o mercado só pode funcionar quando as pessoas se comportam moralmente. Portanto, fé e liberdade devem andar de mãos dadas. Como ele disse, "a liberdade é a condição que mais facilita a consciência governar"

O lançamento em 1991 da encíclica papal Centesimus annus impulsionou o instituto em um momento crítico. O documento fornecido, um ano após a fundação do Acton, estabeleceu o apoio ao personalismo econômico do instituto e à defesa do capitalismo. Robert Sirico disse na época que se tratava de uma "reivindicação".
Em 2002, o Instituto abriu um escritório em Roma, o Istituto Acton, para realizar a missão no exterior. Em 2004, o Instituto recebeu o Prêmio da Liberdade da Fundação Templeton "pelo seu amplo trabalho na defesa moral do livre mercado". Em 2012, o Programa de Think Tanks e Sociedades Civis da Universidade da Pensilvânia incluiu o instituto em sua lista dos 50 principais think tanks dos Estados Unidos.
Em 2005, a revista progressista Mother Jones publicou um gráfico que incluía o Instituto Acton em uma lista de grupos que teriam recebido uma doação (US $ 155.000) da ExxonMobil. Em 2007, o Instituto recebeu financiamento da Fundação Earhart e da Fundação Bradley. O Grand Rapids Press escreveu em 2013 que muito do financiamento do Instituto Acton vem de residentes do oeste de Michigan, incluindo John Kennedy, presidente e CEO da Autocam Corp, e o cofundador da Amway Richard DeVos.

## Filiais
O Instituto Acton é membro da State Policy Network, uma rede de grupos de reflexão (em inglês, think tanks) orientados para o livre mercado nos Estados Unidos.
O Instituto Acton construiu uma rede de afiliações internacionais, incluindo Centro Interdisciplinar de Ética e Economia Personalista, Brasil, Europa Institut, Áustria, Instituto para o Estudo da Dignidade Humana e Liberdade Econômica, Zâmbia e a Organização Instituto Acton Argentina.

## Pesquisas e Publicações

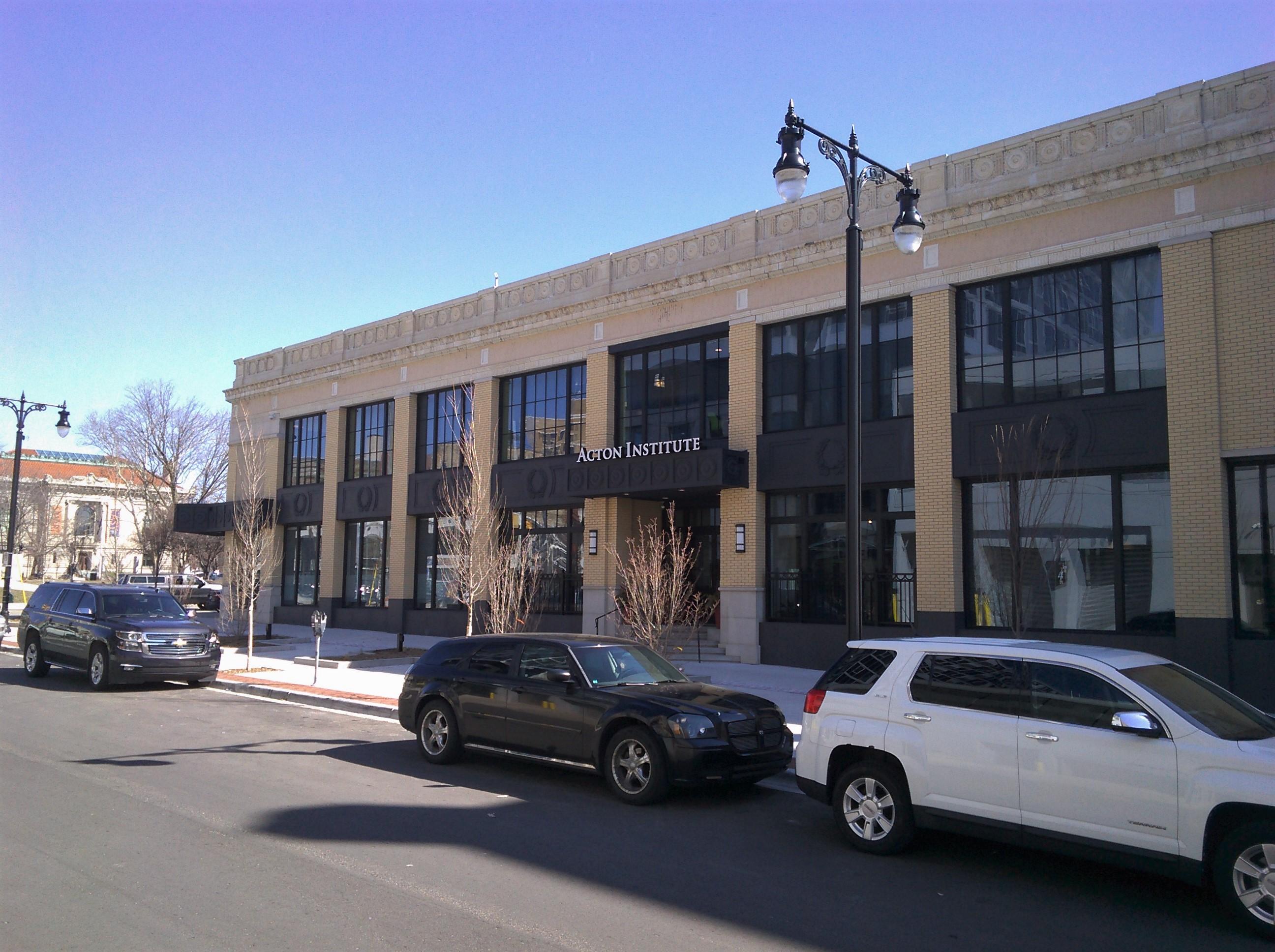
Sede do instituto em Gran Rapids, Míchigan

A partir de seus princípios orientadores e pesquisa econômica, o instituto publica livros, artigos e periódicos e mantém um esforço de divulgação da mídia.

- Journal of Markets & Morality:

Peer-reviewed journalque explora a intersecção da economia e da moralidade dos pontos de vista  científicas e  teológica. Publicado semestralmente.
- Monografias:

Tratamentos aprofundados de questões políticas específicas e traduções de trabalhos acadêmicos anteriormente não publicados em inglês.
- Projeto de tradução Abraham Kuyper:

Em 2011, o instituto iniciou uma colaboração com o Kuyper College para traduzir para o inglês a obra em três volumes chamada "Graça Comum" (De Gemene Gratie em holandês) do político, jornalista e teólogo Abraham Kuyper. A obra, escrita em meados de maio de 1901 enquanto ele era o Primeiro-ministro da Holanda, aborda o avanço de ambos Marxismo e libertarianismo por um ponto de vista ecumênico cristão como parte de um esforço para construir uma "teologia pública construtiva" para o Mundo ocidental. O primeiro volume da tradução,  Sabedoria e Maravilha: Graça Comum na Ciência e na Arte , foi lançado em novembro de 2011.
- Religião e Liberdade:

Publicação trimestral que cobre a interação entre liberdade e moralidade: contém entrevistas, resenhas de livros, ensaios acadêmicos, breves biografias de pensadores centrais e discussões de tópicos importantes.
- O Guia Samaritano:

Ao longo de 2008, o instituto concedeu um Prêmio Samaritano anual a uma "instituição de caridade de grande sucesso, com financiamento privado, cujo trabalho é direto, pessoal e responsável". O Guia Samaritano foi produzido para encorajar doações beneficentes eficazes, estabelecendo um sistema de classificação para instituições beneficentes consideradas para o Prêmio Samaritano.
- Notas do Acton:

O boletim informativo bimestral do Instituto Acton; contém relatórios de projetos e atividades do instituto.
- O PowerBlog do Acton:

Desde abril de 2005, o instituto fornece uma síntese de religião e economia em seu blog

## Filmes
Os filmes produzidos pelo Instituto Acton incluem The Call of the Entrepreneur (2007) e Poverty, Inc. (2014), que ganhou o Prêmio de Liberdade Templeton 2014 da Rede Atlas. O Poverty Inc. faz parte da iniciativa PovertyCure do Instituto Acton, que busca criar soluções para a pobreza "movendo os esforços da ajuda para a empresa e do paternalismo para as parcerias."

## Membros Notáveis
Além de Sirico, estudiosos notáveis associados ao instituto incluem Anthony Bradley, Jordan Ballor, Stephen Grabill, Michael Matheson Miller, Marvin Olasky, Kevin Schmiesing e Jonathan Witt. O diretor de pesquisa do instituto é Samuel Gregg, autor do livro premiado The Commercial Society. Andreas Widmer é pesquisador em empreendedorismo do departamento de pesquisa.
Membros atuais e ex-membros da diretoria do instituto incluem Alejandro Chafuen, ex-presidente da Rede Atlas; Gaylen Byker, presidente emérito do Calvin College; Sean Fieler, Equinox Partners; Leslie Graves, presidente do Instituto Lucy Burns; Frank Hanna III da Hanna Capital; e Robert Sirico, presidente do Instituto Acton.